# 唐櫃台站

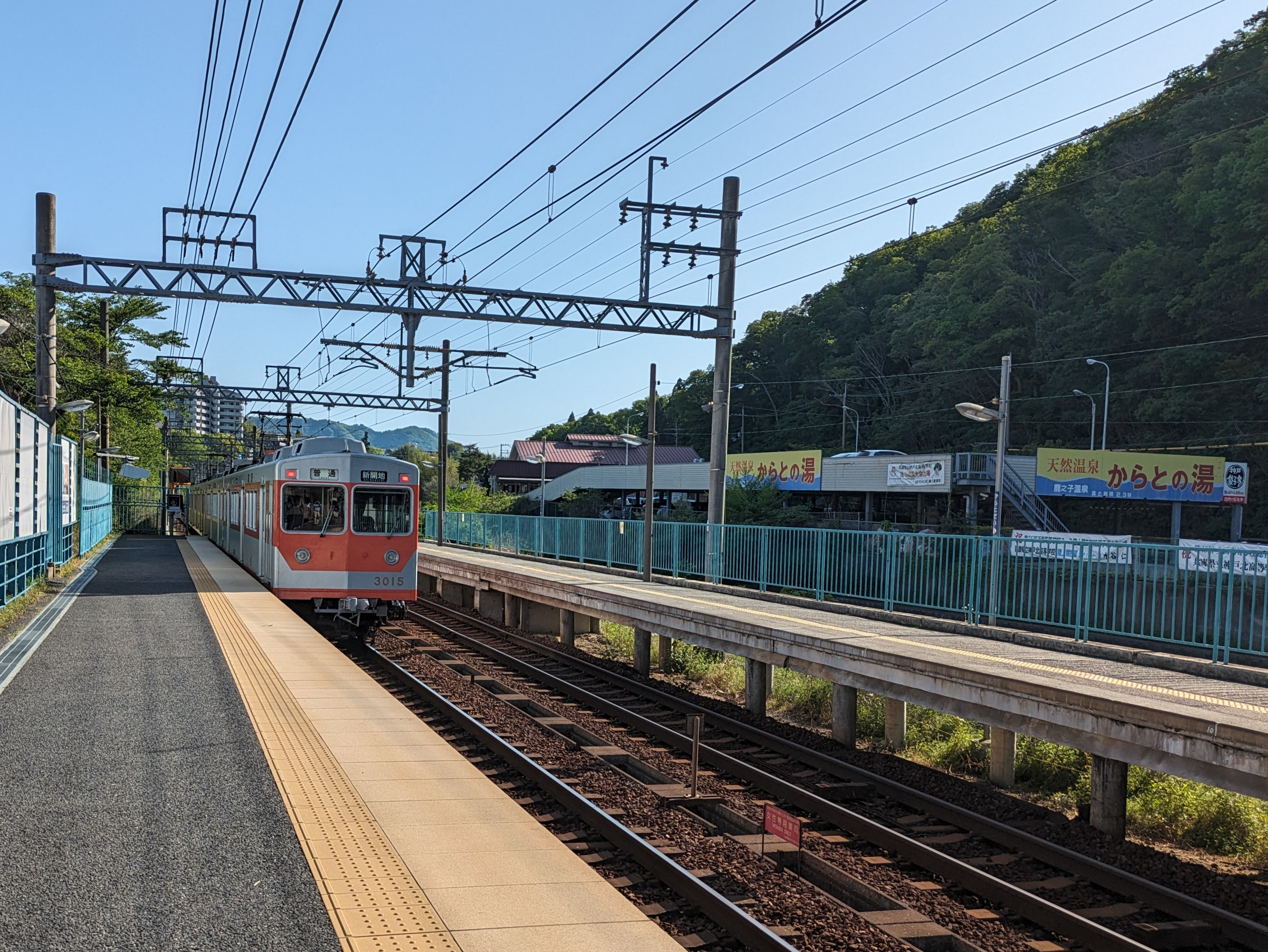
月台(2024年5月)

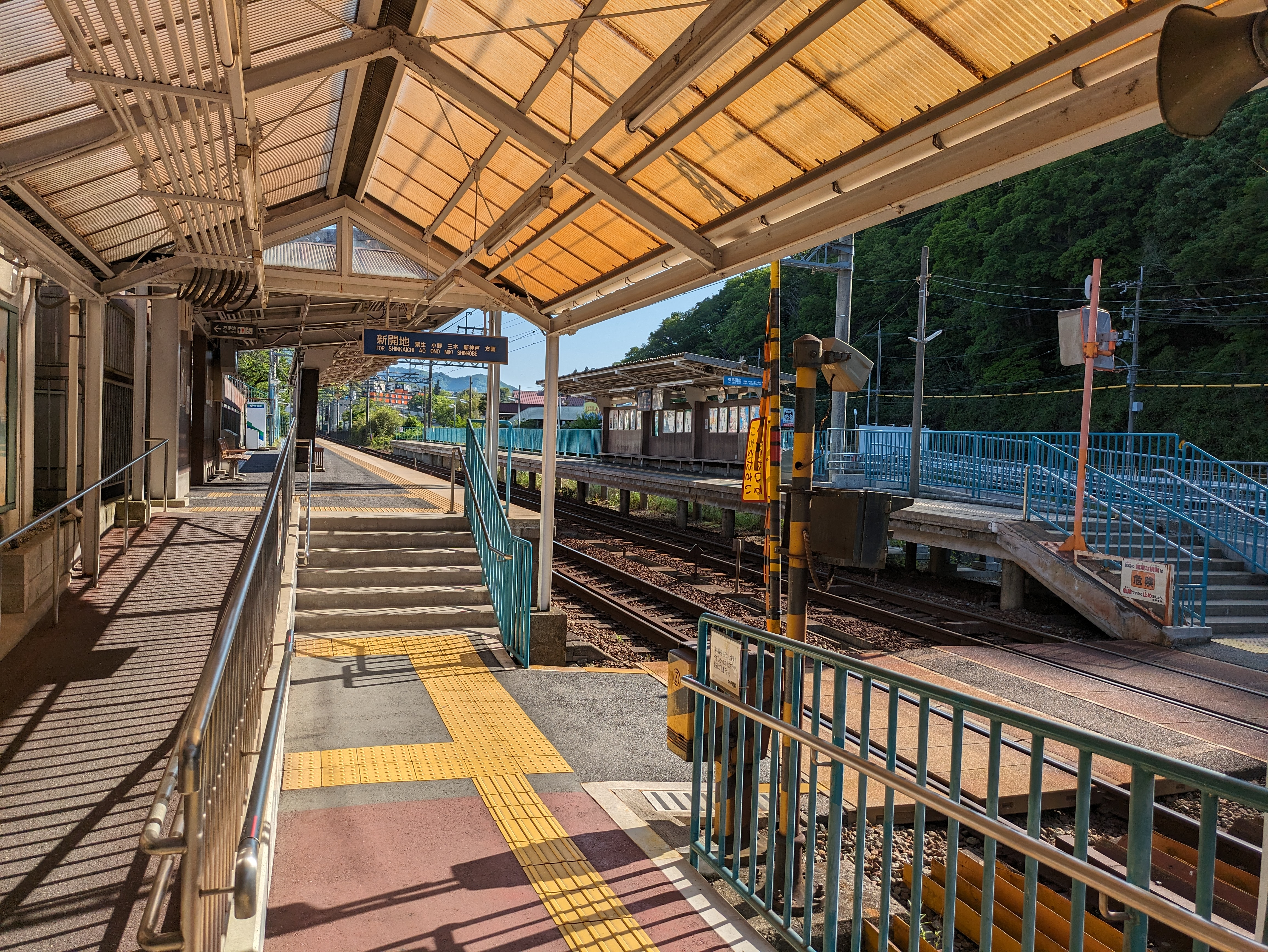
平交道(2024年5月)

唐櫃台站（日语：／ Karatodai eki */?）是位於日本兵庫縣神戶市北區唐櫃台二丁目，屬於神戶電鐵有馬線的鐵路車站。車站編號為KB14，標高309公尺。

## 歷史
- 1966年（昭和41年）7月1日 - 有馬線的六甲登山口（現在的神鐵六甲站） - 有馬口間新設本站[1]。

## 車站構造
本站為側式月台2面2線的地面車站。站房位於上行月台側，上下行月台間有平交道連通。

### 月台
| 月台   | 路線   | 方向 | 目的地                          |
| ------ | ------ | ---- | ------------------------------- |
| 站房側 | 有馬線 | 上行 | 往 谷上、鈴蘭台、湊川、新開地   |
| 對向側 | 有馬線 | 下行 | 往 有馬口、有馬溫泉、橫山、三田 |

※月台並無設定編號。

## 使用狀況
2010年的1日上車人次約為1,759人。

## 車站周邊
車站周邊為住宅區。
- 兵庫縣道15号神戶三田線（有馬街道）
- 唐櫃之湯（からとの湯）
- 神戶唐櫃郵局
- 六甲收費道路
- 六甲北收費道路
- 兵庫縣立神戶北高等學校
- 神鐵巴士股份有限公司

## 相鄰車站
神戶電鐵
 有馬線
■特快速
通過
■急行
大池（KB12）－唐櫃台（KB14）－有馬口（KB15）
■準急、■普通
神鐵六甲（KB13）－唐櫃台（KB14）－有馬口（KB15)）

## 外部連結
- 唐櫃台 - 神戶電鐵